# Harvey Catchings
Harvey Catchings, né le 2 septembre 1951, à Jackson, au Mississippi, est un joueur américain de basket-ball. Il évoluait aux postes d'ailier fort et de pivot. Il est également le père de la joueuse de WNBA Tamika Catchings.

## Pour approfondir
- Liste des joueurs de NBA avec 10 contres et plus sur un match.